# Christian Vilhelm von Ehrenheim
Christian Vilhelm von Ehrenheim, född 28 oktober 1808 på Hagge bruk, död 21 augusti 1855 i Näshults församling, var en svensk hovfunktionär.

## Biografi
Christian Vilhelm von Ehrenheim föddes 1808 på Hagge bruk. Han var son till kaptenen Johan Vilhelm von Ehrenheim och Catharina Charlotta von Platen. von Ehrenheim blev 9 oktober 1824 student vid Uppsala universitet och avlade 5 maj 1827 hovrättsexamen. Han avlade 12 november 1830 bergsexamen och blev 30 december 1830 auskultant i Bergskollegium. von Ehrenheim blev 13 oktober 1835 kanslist i Uppsala och 15 oktober 1838 vid Advokatfiskalkontoret. Han blev 25 september 1836 kammarjunkare och var från 28 november 1846 till 28 april 1855 härold vid vasaorden. von Ehrenheim blev i januari 1855 kammarherre. Han avled 1855 i Magda i Näshults församling.